# 緑山タイガ
緑山 タイガ（みどりやま タイガ、1994年12月1日 - ）は、エフエム山口で誕生した男性キャラクター。ウェブサイト上やタイムテーブルなどで見かけることができる。

## 緑山タイガの概要
- 緑山タイガと彼の絵は上大岡トメがデザインしたものである。緑山の緑はFMYの現住所の「緑町」から、山は「山口」から、タイガは「大河」からそれぞれ命名した。
- 父母兄と建売在住。サッカー好きだが、野球少年。自転車は2003年に乗れるようになった。
- 誕生日である、1994年12月1日はエフエム山口が開局から9周年を迎えた日である。

## その他のキャラクター
- NHK - どーもくん、ななみちゃん（両者共に全国露出）
- 山口放送 - マウ、ミウ
- テレビ山口 - テレオン
- 山口朝日放送 - ビープくん